# وكالة معا الإخبارية
وكالة معا الإخبارية هي إحدى الوكالات الإعلامية والتي تم إنشاؤها في عام 2005 في فلسطين. ،وهي جزء من شبكة معا، وهي شبكة إعلامية غير حكومية تم إنشاؤها في عام 2002 في فلسطين بين صحفيين في جميع أنحاء الضفة الغربية وقطاع غزة،
كانت انطلاقة «معا» الأولى بدعم سخي من الممثلية الدنماركية ونظيرتها الهولندية في السلطة الوطنية الفلسطينية.
ولديها شراكات مع ثماني محطات تلفزيونية محلية واثنتي عشرة محطة إذاعية محلية. تنشر وكالة معا الإخبارية الأخبار على مدار 24 ساعة يوميًا باللغات العربية والعبرية والإنجليزية. كما تنشر وكالة معا الإخبارية القصص والتحليلات ومقالات الرأي. يقع المقر الرئيسي للوكالة في بيت لحم ولها مكتب في غزة.

## التاريخ
تم إطلاق شبكة معا عام 2002 كشراكة بين تلفزيون بيت لحم والمؤسسات الإعلامية الفلسطينية المحلية، اسم معا هو الكلمة العربية «معا أي البعض بجانب البعض». يدير المجموعة رائد عثمان، المدير السابق لتلفزيون بيت لحم. أنتجت معان ثلاثة مسلسلات (أحدها المزح بجدية)، والعديد من البرامج الإخبارية والشؤون العامة والفيلم التلفزيوني كفاح.
يتم بث برامج معا من قبل عدة محطات تلفزيونية أرضية مختلفة في الضفة الغربية وأحيانًا من قبل قناة فلسطين الفضائية.
في 15 مايو، أطلقت شبكة معا موقعًا إلكترونيًا للتجارة الإلكترونية يسمى سوق معا.

### هجمات من إسرائيل
تضررت مكاتب وكالة معا في غزة بشكل كبير خلال حرب غزة بسبب القصف الإسرائيلي لبرج الوطن في مدينة غزة في 8 أكتوبر 2023.
اعتقلت قوات الاحتلال الإسرائيلي مصور الوكالة عبد الناصر اللحام في 16 أكتوبر/تشرين الأول 2023 واحتجزته دون تهمة في سجن عوفر العسكري.

## استقلال
تقول وكالة أنباء معا إنها "تحافظ بدقة على استقلاليتها التحريرية وتهدف إلى تعزيز الوصول إلى المعلومات وحرية التعبير وحرية الصحافة والتعددية الإعلامية في فلسطين". في مقابلة مع الباحث الإعلامي مات سينكيفيتش ذكر المدير المالي السابق لوكالة معا وسام كتم أنه أخبر ممولي معا المحتملين أن : "التلفزيون الفلسطيني هو تلفزيون فصائلي في الوقت الحالي لا يمكننا [الفلسطينيون] أن نروي القصص التي نريدها فقط القصص التي تسمح لنا الفصائل بسردها. لا يوجد تلفزيون مستقل".

## التمويل
يأتي تمويل شبكة معا من عائدات الإعلانات ومن المانحين الأجانب.

## ضغط حماس
في يوليو 2007 زعمت حكومة قطاع غزة الفعلية آنذاك وكالة أنباء الشرق الأوسط، أن رئيس تحرير الوكالة تلقى "تهديدات مباشرة" من حماس لتنفيذ "حملة تشهير" ضد الوكالة والتوقف عن انتقاد "حركة حماس".
في يوليو/تموز 2013 أغلقت حماس مكاتب قناتي معا والعربية في مدينة غزة بعد أن أوردتا تقارير تفيد بأن حماس تؤوي شخصيات من جماعة الإخوان المسلمين فروا من مصر. واستجوب مسؤولون من حماس أيضا مدير مكتب وكالة معا الإخبارية عماد عيد لعدة ساعات في 30 يوليو/تموز. وقال مدير عام وكالة معا الإخبارية رائد عثمان إن حماس اعترضت على الوكالة من خلال مصادر إعلامية إسرائيلية. أعيد افتتاح المكتب في نوفمبر.
الوصل
تصف وكالة معا الإخبارية نفسها بأنها "المصدر الرئيسي للأخبار المستقلة من فلسطين" و"المصدر الأول للأخبار الفلسطينية المستقلة على الإنترنت". وفقًا لمسح أُجري عام 2007 فإن 95.6% من الفلسطينيين الذين لديهم إمكانية الوصول إلى الإنترنت "يزورون الموقع بشكل متكرر". اعتبارًا من شهر ديسمبر 2013 أصبح موقع معا الإخباري رابع أكثر المواقع زيارة في الأراضي الفلسطينية.

## تلفزيون الواقع
في عام 2013 بثت قناة معا (قناة فضائية تابعة لشبكة معا) برنامج الواقع الناجح "الرئيس" بالتعاون مع منظمة البحث عن أرضية مشتركة . تم وصف البرنامج بأنه "مزيج بين برنامج أمريكان أيدول وبرنامج المتدرب " حيث كان أعضاء الجمهور يصوتون عبر الرسائل النصية القصيرة لاختيار المتسابقين الشباب في البرنامج الذين تنافسوا في مؤتمرات صحفية وهمية وحملات سياسية ومناظرات.

## المصداقية
منظمة مراقبة الإعلام الفلسطيني (بيه أم دبليو) وهي منظمة غير حكومية يمينية تزعم أنها تكشف عن التحيز في وسائل الإعلام الفلسطينية انتقدت وكالة معا "لتطهير" تقاريرها باللغة الإنجليزية بينما تنشر تقارير باللغة العربية "تتضمن أيديولوجية الكراهية التي تتبناها المنظمات الإرهابية التي تنكر حق إسرائيل في الوجود [وتعبر] عن احترامها للإرهابيين الانتحاريين".
وفقًا لصحيفة نيويورك تايمز خلال موجة هجمات الطعن الفلسطينية ضد الإسرائيليين في عام 2015 ذكرت وكالة معا بشكل غير دقيق أن مهاجمًا شابًا بالسكين قد "قُتل" على يد الشرطة الإسرائيلية (أصيب ونقل لتلقي العلاج في مستشفى هداسا ) "في تقرير فيديو يتهم إسرائيل بتزوير أدلة على هجمات أخرى بالسكاكين وصفت مراسلة وكالة الأنباء الفلسطينية معا المقطع بأنه دليل على "القتل" وزعمت في روايتها أن الفيديو أظهر الصبي ملقى على الأرض عندما "أطلق جندي احتلال إسرائيلي النار على رأسه" وهو ما لم يحدث".

## روابط خارجية
- الموقع الرسمي
- البث المباشر للقناة